# Піліхово (Мазовецьке воєводство)
Піліхово (пол. Pilichowo) — село в Польщі, у гміні Бульково Плоцького повіту Мазовецького воєводства.
Населення — 277 осіб (2011).
У 1975-1998 роках село належало до Плоцького воєводства.

## Демографія
Демографічна структура станом на 31 березня 2011 року:
|          | Загалом | Допрацездатний вік | Працездатний вік | Постпрацездатний вік |
| -------- | ------- | ------------------ | ---------------- | -------------------- |
| Чоловіки | 138     | 31                 | 89               | 18                   |
| Жінки    | 139     | 25                 | 82               | 32                   |
| Разом    | 277     | 56                 | 171              | 50                   |